# 국가지원지방도 제67호선
국가지원지방도 제67호선은 대한민국 경상남도 통영시 도남동 발개삼거리와 경상북도 칠곡군 왜관읍 왜관 교차로를 잇는 국가지원지방도이다.

## 역사
1994년 '창원 ~ 선산선'이라는 이름으로 국도 제67호선을 신설하기로 계획되었던 도로가 시초이며, 당시 연장은 118km로 정해져 있었다. 그러나 국가 재정 부족으로 국도로 승격되지 못했으며 이 노선과 전혀 관계없는 칠곡군 왜관읍 ~ 구미시 구간이 국도 제67호선으로 지정되었다. 구상된 기존 노선은 폐기되고 신설된 국도의 연장선 개념으로 통영까지 이어지는 구간이 국가지원지방도로 지정되었다.
- 1996년 7월 19일 : 경상남도 통영시 ~ 경상북도 칠곡군 왜관읍 구간을 국가지원지방도 제67호 통영 ~ 칠곡선으로 지정[1]
- 2005년 3월 : 고령군 우곡면 도진리 2.35km 구간 수해복구 완료[2]
- 2007년 12월 18일 : 우곡교(대구광역시 달성군 구지면 대암리 ~ 경상북도 고령군 우곡면 연리) 신설 개통[3]
- 2008년 11월 17일 : 함안군 여항면 ~ 창녕군 이방면 구간 중간 경유지 변경[4]
- 2009년 5월 26일 : 왜관 ~ 대구간 도로(경상북도 칠곡군 왜관읍 금남리 ~ 왜관리) 9.2km 구간 확장 개통, 기존 3.9km 구간 폐지[5]
- 2009년 5월 26일 : 왜관 ~ 대구간 도로(대구광역시 달성군 하빈면 동곡리 동곡 교차로 ~ 묘리 적산 교차로) 3.3km 구간 확장 개통[6]
- 2015년 9월 16일 : 용암 ~ 선남간 도로(성주군 용암면 용정리 ~ 선남면 도성리) 7.3km 구간 확장 개통[7]
- 2016년 7월 13일 : 기존 경상남도 창원시 마산회원구 내서읍 ~ 함안군 ~ 창녕군 ~ 대구광역시 달성군 구지면 ~ 경상북도 고령군 운수면 구간을 노선 지정에서 해제하고 아래와 같이 경상남도 창원시 마산회원구 내서읍 ~ 함안군 ~ 의령군 ~ 합천군 청덕면 ~ 창녕군 ~ 경상북도 청도군 풍각면 ~ 경상남도 창녕군 성산면 ~ 대구광역시 달성군 ~ 경상북도 고령군 운수면 구간으로 노선 변경. 이에 따라 총 연장이 214.0km에서 253.4km로 연장.[8]

| 개정 이전 | 개정 이전 | 개정 이후 | 개정 이후 |
| 주요 통과지 | 비고 | 주요 통과지 | 비고 |
| --- | --- | --- | --- |
| 경상남도 창원시 마산회원구 내서읍, 함안군(칠원면·칠서면·칠북면·칠서면), 창녕군(길곡면·도천면·영산면·계성면·장마면·유어면·이방면) | 창원시 마산회원구 내서읍 ~ 창녕군 계성면 간 일반국도 제5호선과 중복, 창녕군 계성면 ~ 유어면 간 일반국도 제79호선과 중복, 창녕군 유어면 ~ 이방면 간 일반국도 제20호선과 중복 | 창원시 마산회원구 내서읍, 함안군(산인면·가야읍·법수면), 의령군(정곡면·유곡면·부림면), 합천군 청덕면, 창녕군(이방면·유어면·대지면·창녕읍·고암면·성산면) | 창원시 마산회원구 내서읍 ~ 함안군 가야읍 간 국가지원지방도 제30호선과 중복, 함안군 가야읍 일부는 일반국도 제79호선과 중복, 의령군 정곡면 ~ 경상북도 청도군 풍각면 간 일반국도 제20호선과 중복 |
| 경상남도 창원시 마산회원구 내서읍, 함안군(칠원면·칠서면·칠북면·칠서면), 창녕군(길곡면·도천면·영산면·계성면·장마면·유어면·이방면) | 창원시 마산회원구 내서읍 ~ 창녕군 계성면 간 일반국도 제5호선과 중복, 창녕군 계성면 ~ 유어면 간 일반국도 제79호선과 중복, 창녕군 유어면 ~ 이방면 간 일반국도 제20호선과 중복 | 경상북도 청도군 풍각면 | |
| 경상남도 창원시 마산회원구 내서읍, 함안군(칠원면·칠서면·칠북면·칠서면), 창녕군(길곡면·도천면·영산면·계성면·장마면·유어면·이방면) | 창원시 마산회원구 내서읍 ~ 창녕군 계성면 간 일반국도 제5호선과 중복, 창녕군 계성면 ~ 유어면 간 일반국도 제79호선과 중복, 창녕군 유어면 ~ 이방면 간 일반국도 제20호선과 중복 | 경상남도 창녕군 성산면 | |
| 대구광역시 달성군 구지면 | | 대구광역시 달성군(유가면·현풍면·논공읍) | 대구광역시 달성군 유가면 ~ 논공읍 간 일반국도 제5호선과 중복, 달성군 논공읍 ~ 경상북도 고령군 대가야읍 간 일반국도 제26호선과 중복                                                            |
| 경상북도 고령군(우곡면·개진면·고령읍·운수면)                                                                                     | 경상북도 고령군 고령읍 일부는 일반국도 제26호선과 중복, 고령군 고령읍 ∼ 운수면 간 일반국도 제33호선과 중복                                                                  | 경상북도 고령군(성산면·대가야읍·운수면) | 경상북도 고령군 대가야읍 ∼ 운수면 간 일반국도 제33호선과 중복 |

- 2017년 6월 1일 : 가야 ~ 석무간 도로(함안군 가야읍 산서리 ~ 법수면 윤내리) 1.7km 구간 확장 개통, 기존 1.2km 구간 폐지[9]
- 2017년 11월 21일 : 고령 ~ 개진간 도로 1공구(고령군 우곡면 연리 ~ 사촌리) 6.2km 구간 확장 개통, 기존 고령군 우곡면 연리 ~ 월오리 1.47km 구간 폐지[10]
- 2017년 12월 21일 : 고령 ~ 개진간 도로 2공구(고령군 우곡면 사촌리 ~ 개진면 양전리) 7.4km 구간 확장 개통, 기존 5.35km 구간 폐지[11]

## 주요 경유지
경상남도
- 통영시 (미수동 - 무전동 - 광도면) - 고성군 (거류면 - 동해면) - 창원시 마산합포구 (진전면 - 진동면 - 진북면) - 함안군 여항면 - 창원시 마산회원구 내서읍 - 함안군 (산인면 - 가야읍 - 법수면) - 의령군 (정곡면 - 유곡면 - 부림면) - 합천군 청덕면 - 창녕군 (이방면 - 유어면 - 대지면 - 창녕읍 - 고암면 - 성산면)

경상북도
- 청도군 풍각면

경상남도
- 창녕군 성산면

대구광역시
- 달성군 (유가읍 - 현풍읍 - 논공읍)

경상북도
- 고령군 (성산면 - 대가야읍 - 운수면) - 성주군 (용암면 - 선남면)

대구광역시
- 달성군 하빈면

경상북도
- 칠곡군 왜관읍

## 노선
- (■): 자동차 전용도로 구간

### 경상남도
| 이름                                                                             | 접속 노선                                                                            | 소재지                                                              | 소재지                                                                                 | 비고                                                                                              |
| -------------------------------------------------------------------------------- | ------------------------------------------------------------------------------------ | ------------------------------------------------------------------- | -------------------------------------------------------------------------------------- | ------------------------------------------------------------------------------------------------- |
| 발개삼거리                                                                       | 지방도 제1021호선 (도남로)                                                           | 통영시                                                              | 봉평동                                                                                 | 시점                                                                                              |
| 용화사거리                                                                       | 봉수로                                                                               | 통영시                                                              | 봉평동                                                                                 |                                                                                                   |
| (통영대교 남단)                                                                  | 지방도 제1021호선 (미수로)                                                           | 통영시                                                              | 미수동                                                                                 | 지방도 제1021호선과 중복                                                                          |
| 통영대교                                                                         |                                                                                      | 통영시                                                              | 미수동                                                                                 | 지방도 제1021호선과 중복                                                                          |
|                                                                                  | 도천동                                                                               | 통영시                                                              |                                                                                        | 지방도 제1021호선과 중복                                                                          |
| 통영대교 교차로                                                                  | 지방도 제1021호선 (여황로)                                                           | 통영시                                                              |                                                                                        | 지방도 제1021호선과 중복                                                                          |
| 당동 교차로                                                                      | 여황로                                                                               | 통영시                                                              |                                                                                        |                                                                                                   |
| 도천 교차로                                                                      | 도리1길                                                                              | 통영시                                                              |                                                                                        |                                                                                                   |
| 통영터널                                                                         |                                                                                      | 통영시                                                              | 연장 498m                                                                              |                                                                                                   |
| 통영터널                                                                         | 명정동                                                                               | 통영시                                                              | 연장 498m                                                                              |                                                                                                   |
| 명정 교차로                                                                      | 지방도 제1021호선 (평인일주로)                                                       | 통영시                                                              | 지방도 제1021호선과 중복                                                               |                                                                                                   |
| 해변공원                                                                         | 무전대로 원문로                                                                      | 통영시                                                              | 지방도 제1021호선과 중복                                                               | 무전동                                                                                            |
| (원문지하차도)                                                                   | 국도 제14호선 국가지원지방도 제58호선 (남해안대로) 지방도 제1021호선 (용호로) 장문로 | 통영시                                                              | 광도면                                                                                 | 지방도 제1021호선과 중복 국도 제14호선과 중복 국가지원지방도 제58호선과 중복                      |
| (이름 없음)                                                                      | 죽림4로                                                                              | 통영시                                                              | 광도면                                                                                 | 지방도 제1021호선과 중복 국도 제14호선과 중복 국가지원지방도 제58호선과 중복                      |
| 북통영 나들목 (노산삼거리)                                                       | 35호선 통영대전고속도로 국도 제14호선 국도 제77호선 지방도 제1021호선 (남해안대로)   | 통영시                                                              | 광도면                                                                                 | 국도 제14호선과 중복 국가지원지방도 제58호선과 중복 국도 제77호선과 중복 지방도 제1021호선과 중복 |
| 광도교 동해천2교                                                                 |                                                                                      | 통영시                                                              | 광도면                                                                                 | 국도 제77호선과 중복 지방도 제1021호선과 중복                                                     |
| 동해천1교                                                                        | 우동1길                                                                              | 통영시                                                              | 광도면                                                                                 | 국도 제77호선과 중복 지방도 제1021호선과 중복                                                     |
| 무직고개                                                                         |                                                                                      | 통영시                                                              | 광도면                                                                                 | 국도 제77호선과 중복 지방도 제1021호선과 중복                                                     |
| 적덕삼거리                                                                       | 덕포로                                                                               | 통영시                                                              | 광도면                                                                                 | 국도 제77호선과 중복 지방도 제1021호선과 중복                                                     |
| 벽방초등학교                                                                     | 벽방1길                                                                              | 통영시                                                              | 광도면                                                                                 | 국도 제77호선과 중복 지방도 제1021호선과 중복                                                     |
| 황리사거리                                                                       | 공단로                                                                               | 통영시                                                              | 광도면                                                                                 | 국도 제77호선과 중복 지방도 제1021호선과 중복                                                     |
| 송곡치                                                                           |                                                                                      | 통영시                                                              | 광도면                                                                                 | 국도 제77호선과 중복 지방도 제1021호선과 중복                                                     |
|                                                                                  | 고성군                                                                               | 거류면                                                              |                                                                                        | 국도 제77호선과 중복 지방도 제1021호선과 중복                                                     |
| 거류체육공원                                                                     | 고성군                                                                               | 거류면                                                              | 신용3길                                                                                | 국도 제77호선과 중복 지방도 제1021호선과 중복                                                     |
| 당동삼거리                                                                       | 고성군                                                                               | 거류면                                                              | 지방도 제1009호선 (거류로)                                                             | 국도 제77호선과 중복 지방도 제1021호선과 중복                                                     |
| 거류초등학교                                                                     | 고성군                                                                               | 거류면                                                              |                                                                                        | 국도 제77호선과 중복 지방도 제1021호선과 중복                                                     |
| 봉곡삼거리                                                                       | 고성군                                                                               | 거류면                                                              | 거류로                                                                                 | 국도 제77호선과 중복 지방도 제1021호선과 중복                                                     |
| 장좌산업단지 장좌교 대가룡산업단지 동해청소년수련학교 (구 동해초등학교 대동분교) | 고성군                                                                               |                                                                     | 동해면                                                                                 | 국도 제77호선과 중복 지방도 제1021호선과 중복                                                     |
| (덕곡)                                                                           | 고성군                                                                               | 지방도 제1010호선 (동해로)                                          | 동해면                                                                                 | 국도 제77호선과 중복 지방도 제1021호선과 중복                                                     |
| 내산산업단지                                                                     | 고성군                                                                               |                                                                     | 동해면                                                                                 | 국도 제77호선과 중복 지방도 제1021호선과 중복                                                     |
| (동진교 동단)                                                                    | 고성군                                                                               | 외산로                                                              | 동해면                                                                                 | 국도 제77호선과 중복 지방도 제1021호선과 중복                                                     |
| 동진교                                                                           | 고성군                                                                               |                                                                     | 동해면                                                                                 | 국도 제77호선과 중복 지방도 제1021호선과 중복                                                     |
|                                                                                  | 창원시                                                                               | 마산합포구 진전면                                                   |                                                                                        | 국도 제77호선과 중복 지방도 제1021호선과 중복                                                     |
| (동진교 서단)                                                                    | 창원시                                                                               | 마산합포구 진전면                                                   | 지방도 제1002호선 (회진로)                                                             | 국도 제77호선과 중복 지방도 제1002, 1021호선과 중복                                               |
| 진전초등학교 이창분교(폐교)                                                      | 창원시                                                                               | 마산합포구 진전면                                                   |                                                                                        | 국도 제77호선과 중복 지방도 제1002, 1021호선과 중복                                               |
| 장좌교                                                                           | 창원시                                                                               | 마산합포구 진전면                                                   | 호산정달로                                                                             | 국도 제77호선과 중복 지방도 제1002, 1021호선과 중복                                               |
| 이창교                                                                           | 창원시                                                                               | 마산합포구 진전면                                                   |                                                                                        | 국도 제77호선과 중복 지방도 제1002, 1021호선과 중복                                               |
| 암아 교차로                                                                      | 창원시                                                                               | 마산합포구 진전면                                                   | 지방도 제1002호선 지방도 제1021호선 (삼진의거대로)                                     | 국도 제77호선과 중복 지방도 제1002, 1021호선과 중복                                               |
| 진목 교차로                                                                      | 창원시                                                                               | 마산합포구 진전면                                                   | 국도 제2호선 국도 제14호선 (남해안대로)                                                | 국도 제2, 14, 77호선과 중복                                                                       |
| 신기교                                                                           | 창원시                                                                               | 마산합포구 진전면                                                   |                                                                                        | 국도 제2, 14, 77호선과 중복                                                                       |
| 진전터널                                                                         | 창원시                                                                               | 마산합포구 진전면                                                   |                                                                                        | 국도 제2, 14, 77호선과 중복 상행 연장 600m 하행 연장 550m                                         |
| 진전터널                                                                         | 창원시                                                                               | 마산합포구 진북면                                                   |                                                                                        | 국도 제2, 14, 77호선과 중복 상행 연장 600m 하행 연장 550m                                         |
| 옥곡교 예곡교                                                                    | 창원시                                                                               |                                                                     | 국도 제2, 14, 77호선과 중복                                                            |                                                                                                   |
| 예곡 교차로                                                                      | 창원시                                                                               | 의림로                                                              | 국도 제2, 14, 77호선과 중복 상행 진입 불가 하행 진출 불가                              |                                                                                                   |
| 인곡교                                                                           | 창원시                                                                               |                                                                     | 국도 제2, 14, 77호선과 중복                                                            |                                                                                                   |
| 지산 분기점                                                                      | 창원시                                                                               | 국도 제2호선 국도 제14호선 국도 제77호선 국도 제79호선 (남해안대로) | 국도 제2, 14, 77호선과 중복 국도 제79호선과 중복 상행 진출 불가 하행 진입 불가         |                                                                                                   |
| 대평2교                                                                          | 창원시                                                                               |                                                                     | 국도 제79호선과 중복                                                                   |                                                                                                   |
| 대평 교차로 (대평3교)                                                            | 창원시                                                                               | 지방도 제1021호선 (학동로) 진북산촌로                               | 국도 제79호선과 중복                                                                   |                                                                                                   |
| 부산교                                                                           | 창원시                                                                               |                                                                     | 국도 제79호선과 중복                                                                   |                                                                                                   |
| 베틀산터널                                                                       | 창원시                                                                               |                                                                     | 국도 제79호선과 중복 연장 823m                                                         |                                                                                                   |
| 추곡교 추곡1교 외추교                                                            | 창원시                                                                               |                                                                     | 국도 제79호선과 중복                                                                   |                                                                                                   |
| 귀정 교차로                                                                      | 창원시                                                                               | 진북산업로 귀정길                                                   | 국도 제79호선과 중복                                                                   |                                                                                                   |
| 중촌교                                                                           | 창원시                                                                               |                                                                     | 국도 제79호선과 중복                                                                   |                                                                                                   |
| 대현 교차로                                                                      | 창원시                                                                               | 진북산업로 대현길 정현공단길                                        | 국도 제79호선과 중복                                                                   |                                                                                                   |
| 정동교                                                                           | 창원시                                                                               | 진북산업로                                                          | 국도 제79호선과 중복                                                                   |                                                                                                   |
| 진고개 (한치)                                                                    | 창원시                                                                               | 국도 제79호선 (진함로)                                              | 국도 제79호선과 중복                                                                   |                                                                                                   |
| 진고개 (한치)                                                                    |                                                                                      | 함안군                                                              | 국도 제79호선과 중복                                                                   | 여항면                                                                                            |
| 계획중                                                                           |                                                                                      | 함안군                                                              | 미개통 구간                                                                            | 여항면                                                                                            |
| 계획중                                                                           |                                                                                      | 창원시                                                              | 미개통 구간                                                                            | 마산회원구 내서읍                                                                                 |
| 감천리                                                                           | 국도 제5호선 (경남대로)                                                              | 창원시                                                              | 국도 제5호선과 중복                                                                    | 마산회원구 내서읍                                                                                 |
| 삼계교                                                                           |                                                                                      | 창원시                                                              | 국도 제5호선과 중복                                                                    | 마산회원구 내서읍                                                                                 |
| 삼계삼거리                                                                       | 광려로                                                                               | 창원시                                                              | 국도 제5호선과 중복                                                                    | 마산회원구 내서읍                                                                                 |
| 삼계사거리                                                                       | 삼계로 중리공단로                                                                    | 창원시                                                              | 국도 제5호선과 중복                                                                    | 마산회원구 내서읍                                                                                 |
| 롯데마트 삼계점                                                                  |                                                                                      | 창원시                                                              | 국도 제5호선과 중복                                                                    | 마산회원구 내서읍                                                                                 |
| 상곡사거리                                                                       | 국도 제5호선 (경남대로) 중리공단로1길                                                | 창원시                                                              | 국도 제5호선과 중복                                                                    | 마산회원구 내서읍                                                                                 |
| 중리교 북단                                                                      | 국가지원지방도 제30호선 지방도 제1004호선 (함마대로)                                 | 창원시                                                              | 국가지원지방도 제30호선과 중복 지방도 제1004호선과 중복                                | 마산회원구 내서읍                                                                                 |
| 내서 나들목 (농산물시장 교차로)                                                  | 45호선 중부내륙고속도로 102호선 남해고속도로제1지선 유통단지로                       | 창원시                                                              | 국가지원지방도 제30호선과 중복 지방도 제1004호선과 중복                                | 마산회원구 내서읍                                                                                 |
| 마산대학교 죽암교                                                                |                                                                                      | 창원시                                                              | 국가지원지방도 제30호선과 중복 지방도 제1004호선과 중복                                | 마산회원구 내서읍                                                                                 |
| 죽암삼거리                                                                       |                                                                                      | 창원시                                                              | 국가지원지방도 제30호선과 중복 지방도 제1004호선과 중복                                | 마산회원구 내서읍                                                                                 |
| 마산제일고등학교                                                                 |                                                                                      | 창원시                                                              | 국가지원지방도 제30호선과 중복 지방도 제1004호선과 중복                                | 마산회원구 내서읍                                                                                 |
| 신당고개                                                                         |                                                                                      | 창원시                                                              | 국가지원지방도 제30호선과 중복 지방도 제1004호선과 중복                                | 마산회원구 내서읍                                                                                 |
|                                                                                  | 함안군                                                                               | 산인면                                                              | 국가지원지방도 제30호선과 중복 지방도 제1004호선과 중복                                |                                                                                                   |
| 신당삼거리                                                                       | 함안군                                                                               | 산인면                                                              | 국가지원지방도 제30호선과 중복 지방도 제1004호선과 중복                                | 신산로                                                                                            |
| 산익삼거리                                                                       | 함안군                                                                               | 산인면                                                              | 국가지원지방도 제30호선과 중복 지방도 제1004호선과 중복                                | 산익길                                                                                            |
| 신산교                                                                           | 함안군                                                                               | 산인면                                                              | 국가지원지방도 제30호선과 중복 지방도 제1004호선과 중복                                |                                                                                                   |
| 문암삼거리                                                                       | 함안군                                                                               | 산인면                                                              | 지방도 제1021호선 (성산로)                                                             | 국가지원지방도 제30호선과 중복 지방도 제1004, 1021호선과 중복                                     |
| 신매천교                                                                         | 함안군                                                                               | 산인면                                                              |                                                                                        | 국가지원지방도 제30호선과 중복 지방도 제1004, 1021호선과 중복                                     |
| 입곡삼거리                                                                       | 함안군                                                                               | 산인면                                                              | 입곡공원길                                                                             | 국가지원지방도 제30호선과 중복 지방도 제1004, 1021호선과 중복                                     |
| 입곡과선교                                                                       | 함안군                                                                               | 산인면                                                              |                                                                                        | 국가지원지방도 제30호선과 중복 지방도 제1004, 1021호선과 중복                                     |
| 산인삼거리                                                                       | 함안군                                                                               | 산인면                                                              | 지방도 제1021호선 (가야로)                                                             | 국가지원지방도 제30호선과 중복 지방도 제1004, 1021호선과 중복                                     |
| 송정육교 신함안교                                                                | 함안군                                                                               | 산인면                                                              |                                                                                        | 국가지원지방도 제30호선과 중복 지방도 제1004, 1021호선과 중복                                     |
|                                                                                  | 함안군                                                                               | 가야읍                                                              |                                                                                        | 국가지원지방도 제30호선과 중복 지방도 제1004, 1021호선과 중복                                     |
| 광복 교차로                                                                      | 함안군                                                                               | 국도 제79호선 (진함로)                                              |                                                                                        | 국가지원지방도 제30호선과 중복 지방도 제1004, 1021호선과 중복                                     |
| 함안시외버스터미널                                                               | 함안군                                                                               |                                                                     |                                                                                        | 국가지원지방도 제30호선과 중복 지방도 제1004, 1021호선과 중복                                     |
| 함주교 남단                                                                      | 함안군                                                                               | 국도 제79호선 지방도 제1011호선 (함안대로)                          | 국가지원지방도 제30호선과 중복 지방도 제1004, 1021호선과 중복 지방도 제1011호선과 중복 |                                                                                                   |
| 함주교                                                                           | 함안군                                                                               |                                                                     | 지방도 제1011호선과 중복                                                               |                                                                                                   |
| 함안공설운동장 함안중학교 함안고등학교 함안문화예술회관                          | 함안군                                                                               |                                                                     | 지방도 제1011호선과 중복                                                               |                                                                                                   |
| 돈산삼거리                                                                       | 함안군                                                                               | 함안대로                                                            | 지방도 제1011호선과 중복                                                               |                                                                                                   |
| 함안 나들목 (함안IC삼거리)                                                       | 함안군                                                                               | 10호선 남해고속도로                                                 | 지방도 제1011호선과 중복                                                               |                                                                                                   |
| (산서리)                                                                         | 함안군                                                                               | 함안대로                                                            | 지방도 제1011호선과 중복                                                               |                                                                                                   |
| 악양삼거리                                                                       | 함안군                                                                               | 함안대로                                                            | 지방도 제1011호선과 중복                                                               | 법수면                                                                                            |
| (석무동)                                                                         | 함안군                                                                               | 법수로                                                              | 지방도 제1011호선과 중복                                                               | 법수면                                                                                            |
| 석무사거리                                                                       | 함안군                                                                               | 석무길                                                              | 지방도 제1011호선과 중복                                                               | 법수면                                                                                            |
| 독산삼거리                                                                       | 함안군                                                                               | 대법로                                                              | 지방도 제1011호선과 중복                                                               | 법수면                                                                                            |
| 삼태삼거리                                                                       | 함안군                                                                               | 어유길                                                              | 지방도 제1011호선과 중복                                                               | 법수면                                                                                            |
| 백곡교                                                                           | 함안군                                                                               |                                                                     | 지방도 제1011호선과 중복                                                               | 법수면                                                                                            |
|                                                                                  | 의령군                                                                               | 정곡면                                                              | 지방도 제1011호선과 중복                                                               |                                                                                                   |
| (백곡교 북단)                                                                    | 의령군                                                                               | 정곡면                                                              | 지방도 제1011호선과 중복                                                               | 강변로                                                                                            |
| 정곡면공설운동장                                                                 | 의령군                                                                               | 정곡면                                                              | 지방도 제1011호선과 중복                                                               | 성황로                                                                                            |
| 월현천교                                                                         | 의령군                                                                               | 정곡면                                                              | 지방도 제1011호선과 중복                                                               |                                                                                                   |
| 중교사거리                                                                       | 의령군                                                                               | 정곡면                                                              | 국도 제20호선 (의합대로)                                                               | 지방도 제1011호선과 중복 국도 제20호선과 중복                                                     |
| 정곡중학교                                                                       | 의령군                                                                               | 정곡면                                                              |                                                                                        | 국도 제20호선과 중복                                                                              |
| 달재                                                                             | 의령군                                                                               | 정곡면                                                              |                                                                                        | 국도 제20호선과 중복                                                                              |
|                                                                                  | 의령군                                                                               | 유곡면                                                              |                                                                                        | 국도 제20호선과 중복                                                                              |
| 야산삼거리                                                                       | 의령군                                                                               | 지방도 제1041호선 (청정로)                                          | 국도 제20호선과 중복 지방도 제1041호선과 중복                                          |                                                                                                   |
| 세간삼거리                                                                       | 의령군                                                                               | 지방도 제1041호선 (함의로)                                          | 국도 제20호선과 중복 지방도 제1041호선과 중복                                          |                                                                                                   |
| 세간교삼거리                                                                     | 의령군                                                                               | 국가지원지방도 제60호선 지방도 제1008호선 (박진로)                  | 국도 제20호선과 중복 국가지원지방도 제60호선과 중복                                    |                                                                                                   |
| 세간교                                                                           | 의령군                                                                               |                                                                     | 국도 제20호선과 중복 국가지원지방도 제60호선과 중복                                    |                                                                                                   |
| 막곡리                                                                           | 의령군                                                                               | 국가지원지방도 제60호선 (신번로) 단원로                             | 부림면                                                                                 | 국도 제20호선과 중복 국가지원지방도 제60호선과 중복 상행 진입 불가 하행 진출 불가                 |
| 부림교                                                                           | 의령군                                                                               | 대한로                                                              | 부림면                                                                                 |                                                                                                   |
| 의령 나들목                                                                      | 의령군                                                                               | 14호선 함양울산고속도로                                             | 부림면                                                                                 | 국도 제20호선과 중복 미개통                                                                       |
| 여배교                                                                           | 의령군                                                                               |                                                                     | 부림면                                                                                 | 국도 제20호선과 중복                                                                              |
| 원진교                                                                           |                                                                                      | 합천군                                                              | 청덕면                                                                                 | 국도 제20호선과 중복                                                                              |
| 적포삼거리                                                                       | 국도 제24호선 (동부로)                                                               | 합천군                                                              | 청덕면                                                                                 | 국도 제20, 24호선과 중복                                                                          |
| 적포교                                                                           |                                                                                      | 합천군                                                              | 청덕면                                                                                 | 국도 제20, 24호선과 중복                                                                          |
|                                                                                  | 창녕군                                                                               | 이방면                                                              |                                                                                        | 국도 제20, 24호선과 중복                                                                          |
| 이남삼거리                                                                       | 창녕군                                                                               | 이방면                                                              | 국가지원지방도 제79호선 (이방로)                                                       | 국도 제20, 24호선과 중복 국가지원지방도 제79호선과 중복                                           |
| (성산)                                                                           | 창녕군                                                                               | 이방면                                                              | 우포3로                                                                                | 국도 제20, 24호선과 중복 국가지원지방도 제79호선과 중복                                           |
| 유어교                                                                           | 창녕군                                                                               | 이방면                                                              |                                                                                        | 국도 제20, 24호선과 중복 국가지원지방도 제79호선과 중복                                           |
|                                                                                  | 창녕군                                                                               | 유어면                                                              |                                                                                        | 국도 제20, 24호선과 중복 국가지원지방도 제79호선과 중복                                           |
| (승계)                                                                           | 창녕군                                                                               | 등대2길                                                             |                                                                                        | 국도 제20, 24호선과 중복 국가지원지방도 제79호선과 중복                                           |
| 등대중학교(폐교)                                                                 | 창녕군                                                                               | 가항길                                                              |                                                                                        | 국도 제20, 24호선과 중복 국가지원지방도 제79호선과 중복                                           |
| (미구)                                                                           | 창녕군                                                                               | 미구길                                                              |                                                                                        | 국도 제20, 24호선과 중복 국가지원지방도 제79호선과 중복                                           |
| 유어파출소                                                                       | 창녕군                                                                               | 미수원길                                                            |                                                                                        | 국도 제20, 24호선과 중복 국가지원지방도 제79호선과 중복                                           |
| 유어면사무소                                                                     | 창녕군                                                                               |                                                                     |                                                                                        | 국도 제20, 24호선과 중복 국가지원지방도 제79호선과 중복                                           |
| 유어삼거리                                                                       | 창녕군                                                                               | 국도 제79호선 (영산장마로)                                          |                                                                                        | 국도 제20, 24호선과 중복 국가지원지방도 제79호선과 중복                                           |
| (선소)                                                                           | 창녕군                                                                               | 내부곡길 선소1길                                                    | 국도 제20, 24호선과 중복                                                               |                                                                                                   |
| (유장)                                                                           | 창녕군                                                                               | 유장길                                                              | 국도 제20, 24호선과 중복                                                               |                                                                                                   |
| (회룡마을)                                                                       | 창녕군                                                                               | 우포늪길                                                            | 국도 제20, 24호선과 중복                                                               |                                                                                                   |
| 우포생태교육원                                                                   | 창녕군                                                                               | 대대길                                                              | 국도 제20, 24호선과 중복                                                               |                                                                                                   |
| (회룡)                                                                           | 창녕군                                                                               | 유어갓골길                                                          | 국도 제20, 24호선과 중복                                                               |                                                                                                   |
| (예동)                                                                           | 창녕군                                                                               | 예동길                                                              | 국도 제20, 24호선과 중복                                                               | 대지면                                                                                            |
| 본초삼거리                                                                       | 창녕군                                                                               | 관동길                                                              | 국도 제20, 24호선과 중복                                                               | 대지면                                                                                            |
| (대초)                                                                           | 창녕군                                                                               | 대초길 학성세거리길                                                 | 국도 제20, 24호선과 중복                                                               | 대지면                                                                                            |
| (학성)                                                                           | 창녕군                                                                               | 학동길                                                              | 국도 제20, 24호선과 중복                                                               | 대지면                                                                                            |
| 대지농공단지                                                                     | 창녕군                                                                               | 대지농공단지길                                                      | 국도 제20, 24호선과 중복                                                               | 대지면                                                                                            |
| (구미리)                                                                         | 창녕군                                                                               | 구미길                                                              | 국도 제20, 24호선과 중복                                                               | 대지면                                                                                            |
| (직신)                                                                           | 창녕군                                                                               | 직신1길                                                             | 국도 제20, 24호선과 중복                                                               | 창녕읍                                                                                            |
| 창녕공단                                                                         | 창녕군                                                                               | 창녕공단길                                                          | 국도 제20, 24호선과 중복                                                               | 창녕읍                                                                                            |
| 창녕육교                                                                         | 창녕군                                                                               |                                                                     | 국도 제20, 24호선과 중복                                                               | 창녕읍                                                                                            |
| 창녕 나들목 (창녕IC사거리)                                                       | 창녕군                                                                               | 45호선 중부내륙고속도로 우포유어농로                                | 국도 제20, 24호선과 중복                                                               | 창녕읍                                                                                            |
| 조산삼거리                                                                       | 창녕군                                                                               | 조산1길 직교2길                                                     | 국도 제20, 24호선과 중복                                                               | 창녕읍                                                                                            |
| 오리정사거리                                                                     | 창녕군                                                                               | 지방도 제1080호선 (창녕대로) (우포2로)                              | 국도 제20, 24호선과 중복                                                               | 창녕읍                                                                                            |
| 창녕군청                                                                         | 창녕군                                                                               | 군청길                                                              | 국도 제20, 24호선과 중복                                                               | 창녕읍                                                                                            |
| 명덕초등학교 창녕 석빙고                                                         | 창녕군                                                                               |                                                                     | 국도 제20, 24호선과 중복                                                               | 창녕읍                                                                                            |
| 송현사거리                                                                       | 창녕군                                                                               | 척경비로 화왕산로                                                   | 국도 제20, 24호선과 중복                                                               | 창녕읍                                                                                            |
| 창녕박물관 창녕 교동과 송현동 고분군                                             | 창녕군                                                                               |                                                                     | 국도 제20, 24호선과 중복                                                               | 창녕읍                                                                                            |
| 창녕공업고등학교                                                                 | 창녕군                                                                               |                                                                     | 국도 제20, 24호선과 중복                                                               | 고암면                                                                                            |
| 우천교                                                                           | 창녕군                                                                               |                                                                     | 국도 제20, 24호선과 중복                                                               | 고암면                                                                                            |
| 고암사거리                                                                       | 창녕군                                                                               | 억만미산로 중대길                                                   | 국도 제20, 24호선과 중복                                                               | 고암면                                                                                            |
| 고암사거리                                                                       | 창녕군                                                                               | 국도 제24호선 (창밀로) 월미상월길                                   | 국도 제20, 24호선과 중복                                                               | 고암면                                                                                            |
| 고암초등학교 고암면사무소 중대교                                                 | 창녕군                                                                               |                                                                     | 국도 제20호선과 중복                                                                   | 고암면                                                                                            |
| 방골재                                                                           | 창녕군                                                                               |                                                                     | 국도 제20호선과 중복                                                                   | 고암면                                                                                            |
|                                                                                  | 창녕군                                                                               | 성산면                                                              | 국도 제20호선과 중복                                                                   |                                                                                                   |
| 방리삼거리 (방리교)                                                              | 창녕군                                                                               | 지방도 제1034호선 (성산로) 방리길 방리가복길                        | 국도 제20호선과 중복                                                                   |                                                                                                   |
| 버티재삼거리                                                                     | 창녕군                                                                               |                                                                     | 국도 제20호선과 중복                                                                   |                                                                                                   |
| 버티재                                                                           | 창녕군                                                                               |                                                                     | 국도 제20호선과 중복                                                                   |                                                                                                   |

기존 구간 (2016년 이전 노선)
- 창원시 상곡사거리 - 내서교 - 중리 교차로 - 호계사거리
- 함안군 예곡삼거리 - 야촌삼거리 - 갈티곡고개 - 구성교 - 구성사거리 - 구성1교 - 운서 교차로 - 무릉1터널 - 무릉2터널 - 무릉3터널 - 가연천교 - 가연교 - 검단1교 - 칠북 교차로 - 검단2교 - 덕남 교차로 - 덕남1교 - 덕남교 - 광려천교 - 이룡 교차로 - 낙동대교
- 창녕군 낙동대교 - 우강 교차로 - 우강교 - 덕곡천교 - 논리교 - 논리 교차로 - 도천교 - 영산천교 - 죽사교 - 죽사 교차로 - 죽사1교 - 죽사2교 - 영산교 - 계성 교차로 - 관곡교 - 계성삼거리 - 봉산삼거리 - 강리 - 장마삼거리 - 강리삼거리 - 화영교 - 화영삼거리 - 동정삼거리 - 광산교 - 거마삼거리 - 마등교 - 유어삼거리 - 유어면사무소 - 등대중학교(폐교) - 유어교 - 이남삼거리 - 이방면사무소 - 안리삼거리 - 창녕옥야중학교 - 창녕옥야고등학교 - 이방정류소(이방약국) - 곡교

### 청도군·창녕군·대구광역시
| 이름                        | 접속 노선                                        | 소재지 | 소재지 | 비고                                     |
| --------------------------- | ------------------------------------------------ | ------ | ------ | ---------------------------------------- |
| 버티재                      |                                                  | 청도군 | 풍각면 | 국도 제20호선과 중복                     |
| 금곡리                      | 국도 제20호선 (청려로)                           | 청도군 | 풍각면 | 국도 제20호선과 중복                     |
| 마령재터널                  |                                                  | 청도군 | 풍각면 | 미개통 구간 연장 약 2,800m               |
| 마령재터널                  |                                                  | 창녕군 | 성산면 | 미개통 구간 연장 약 2,800m               |
| 연당리 성곡보건진료소       |                                                  | 창녕군 | 성산면 |                                          |
| (대산)                      | 대산로                                           | 창녕군 | 성산면 |                                          |
| 후천리                      | 곽천대산로                                       | 창녕군 | 성산면 |                                          |
| 가태교                      |                                                  | 달성군 | 유가읍 |                                          |
| 유가초등학교 한정분교(폐교) |                                                  | 달성군 | 유가읍 |                                          |
| (한정교 북단)               | 창한로                                           | 달성군 | 유가읍 |                                          |
| 한정리                      | 국도 제5호선 (비슬로)                            | 달성군 | 유가읍 | 국도 제5호선과 중복                      |
| 대구달성소방서              | 테크노남로 비슬로96길                            | 달성군 | 유가읍 | 국도 제5호선과 중복                      |
| 포산고사거리                | 테크노대로 현풍중앙로                            | 달성군 | 유가읍 | 국도 제5호선과 중복                      |
| (달성우체국앞)              | 현풍서로 비슬로130길                             | 달성군 | 유가읍 | 국도 제5호선과 중복                      |
| 현풍3교                     |                                                  | 달성군 | 유가읍 | 국도 제5호선과 중복                      |
| 북현풍 나들목               | 451호선 중부내륙고속도로지선 현풍동로 현풍중앙로 | 달성군 | 유가읍 | 국도 제5호선과 중복                      |
| (박석진교 동단)             | 논공로                                           | 달성군 | 유가읍 | 국도 제5호선과 중복                      |
| (공단하수처리장앞)          | 논공중앙로                                       | 달성군 | 논공읍 | 국도 제5호선과 중복                      |
| 사촌교                      |                                                  | 달성군 | 논공읍 | 국도 제5호선과 중복                      |
| 논공삼거리                  | 논공로                                           | 달성군 | 논공읍 | 국도 제5호선과 중복                      |
| 약산교                      |                                                  | 달성군 | 논공읍 | 국도 제5호선과 중복                      |
| 약산온천입구 교차로         | 약산덧재길                                       | 달성군 | 논공읍 | 국도 제5호선과 중복                      |
| 위천 교차로                 | 국도 제5호선 국도 제26호선 (비슬로)              | 달성군 | 논공읍 | 국도 제5호선과 중복 국도 제26호선과 중복 |
| 성산대교                    |                                                  | 달성군 | 논공읍 | 국도 제26호선과 중복                     |

- 기존 구간 (2016년 이전 노선)
  - 달성군 당산삼거리 - 우곡교

### 경상북도(고령군·성주군)
| 이름                      | 접속 노선                                        | 소재지                 | 소재지                                                                   | 비고                           |
| ------------------------- | ------------------------------------------------ | ---------------------- | ------------------------------------------------------------------------ | ------------------------------ |
| 성산대교                  |                                                  | 고령군                 | 성산면                                                                   | 국도 제26호선과 중복           |
| 득성교                    |                                                  | 고령군                 | 성산면                                                                   | 국도 제26호선과 중복           |
| 득성터널                  |                                                  | 고령군                 | 성산면                                                                   | 국도 제26호선과 중복 연장 390m |
| 어실교                    |                                                  | 고령군                 | 성산면                                                                   | 국도 제26호선과 중복           |
| 기족 교차로               | 지방도 제905호선 (성산로)                        | 고령군                 | 성산면                                                                   | 국도 제26호선과 중복           |
| 기산 교차로               | 성산로                                           | 고령군                 | 성산면                                                                   | 국도 제26호선과 중복           |
| 도룡곡교 대밭교           |                                                  | 고령군                 | 성산면                                                                   | 국도 제26호선과 중복           |
| 고령터널                  |                                                  | 고령군                 | 성산면                                                                   | 국도 제26호선과 중복 연장 760m |
| 고령터널                  | 대가야읍                                         | 고령군                 |                                                                          | 국도 제26호선과 중복 연장 760m |
| 회천교                    |                                                  | 고령군                 | 국도 제26호선과 중복                                                     |                                |
| 고령 교차로               | 국도 제33호선 국가지원지방도 제79호선 (동고령로) | 고령군                 | 국도 제26호선과 중복 국도 제33호선과 중복 국가지원지방도 제79호선과 중복 |                                |
| 우곡천교                  |                                                  | 고령군                 | 국도 제33호선과 중복 국가지원지방도 제79호선과 중복                      |                                |
| 본관 교차로               | 대가야로                                         | 고령군                 | 국도 제33호선과 중복 국가지원지방도 제79호선과 중복                      |                                |
| 본관교                    |                                                  | 고령군                 | 국도 제33호선과 중복 국가지원지방도 제79호선과 중복                      |                                |
| 옥산교                    | 대가야로                                         | 고령군                 | 국도 제33호선과 중복 국가지원지방도 제79호선과 중복                      | 운수면                         |
| 월산 교차로               | 국도 제33호선 (가야로)                           | 고령군                 | 국도 제33호선과 중복 국가지원지방도 제79호선과 중복                      | 운수면                         |
| 봉평교                    |                                                  | 고령군                 | 국가지원지방도 제79호선과 중복                                           | 운수면                         |
| 봉평리                    | 대평로 운성로                                    | 고령군                 | 국가지원지방도 제79호선과 중복                                           | 운수면                         |
| 운수면사무소 운수초등학교 |                                                  | 고령군                 | 국가지원지방도 제79호선과 중복                                           | 운수면                         |
| 이례재                    |                                                  | 고령군                 | 국가지원지방도 제79호선과 중복                                           | 운수면                         |
|                           | 성주군                                           | 용암면                 | 국가지원지방도 제79호선과 중복                                           |                                |
| (교차로 명칭 미상)        | 성주군                                           | 용암면                 | 국가지원지방도 제79호선과 중복                                           | 지방도 제905호선 (성암로)      |
| (교차로 명칭 미상)        | 성주군                                           | 용암면                 | 국가지원지방도 제79호선과 중복                                           | 지방도 제905호선 (상성로)      |
| 용암교                    | 성주군                                           | 용암면                 | 국가지원지방도 제79호선과 중복                                           |                                |
| 상언 교차로               | 성주군                                           | 용암면                 | 국가지원지방도 제79호선과 중복                                           | 상언1길                        |
| 기성 교차로               | 성주군                                           | 용암면                 | 국가지원지방도 제79호선과 중복                                           | 기산1길                        |
| (교량)                    | 성주군                                           | 용암면                 | 국가지원지방도 제79호선과 중복                                           |                                |
| (교차로 명칭 미상)        | 성주군                                           | 용암면                 | 국가지원지방도 제79호선과 중복                                           | 운용로                         |
| (교차로 명칭 미상)        | 성주군                                           | 용암면                 | 국가지원지방도 제79호선과 중복                                           |                                |
| 도성교                    | 성주군                                           |                        | 국가지원지방도 제79호선과 중복                                           | 선남면                         |
| 광영 교차로               | 성주군                                           | 국도 제30호선 (성주로) | 국도 제30호선과 중복 국가지원지방도 제79호선과 중복                      | 선남면                         |
| 광영검문소                | 성주군                                           | 선노로                 | 국도 제30호선과 중복 국가지원지방도 제79호선과 중복                      | 선남면                         |
| 성주대교                  | 성주군                                           |                        | 국도 제30호선과 중복 국가지원지방도 제79호선과 중복                      | 선남면                         |

- 기존 구간 (2016년 이전 노선)
  - 고령군 우곡교 - 포리교 - 포리사거리 - 연리네거리 - 우곡중학교 - 열뫼삼거리 - 개진산업단지 - 직동초등학교(폐교) - 양전교 - 양전삼거리 - 금산재 - 회천교 - 헌문 교차로 - 고령 교차로

### 대구광역시(경상북도칠곡군이남 지역)
| 이름          | 접속 노선                  | 소재지 | 소재지 | 비고                                                         |
| ------------- | -------------------------- | ------ | ------ | ------------------------------------------------------------ |
| 성주대교      |                            | 달성군 | 하빈면 | 국도 제30호선과 중복 국가지원지방도 제79호선과 중복          |
| 하산리 교차로 | 달구벌대로2길 하목정길     | 달성군 | 하빈면 | 국도 제30호선과 중복 국가지원지방도 제79호선과 중복          |
| 동곡 교차로   | 국도 제30호선 (달구벌대로) | 달성군 | 하빈면 | 국도 제30호선과 중복 국가지원지방도 제79호선과 중복          |
| 하빈 교차로   | 하산길                     | 달성군 | 하빈면 | 국가지원지방도 제79호선과 중복                               |
| 적산 교차로   | 묘동길                     | 달성군 | 하빈면 | 국가지원지방도 제79호선과 중복 상행 진출 불가 하행 진입 불가 |

### 경상북도(달성군하빈면이북 지역)
| 이름                 | 접속 노선                                                  | 소재지 | 소재지 | 비고                                                         |
| -------------------- | ---------------------------------------------------------- | ------ | ------ | ------------------------------------------------------------ |
| 적산 교차로          | 묘동길                                                     | 칠곡군 | 왜관읍 | 국가지원지방도 제79호선과 중복 상행 진출 불가 하행 진입 불가 |
| (더벙골)             | 금남1길                                                    | 칠곡군 | 왜관읍 | 국가지원지방도 제79호선과 중복 상행 진출 불가 하행 진입 불가 |
| 낙산 교차로          | 2산업단지1길                                               | 칠곡군 | 왜관읍 | 국가지원지방도 제79호선과 중복                               |
| 낙산초등학교         |                                                            | 칠곡군 | 왜관읍 | 국가지원지방도 제79호선과 중복                               |
| 금산 교차로 (금산교) | 공단로                                                     | 칠곡군 | 왜관읍 | 국가지원지방도 제79호선과 중복                               |
| 금산1 교차로         | 닥실길                                                     | 칠곡군 | 왜관읍 | 국가지원지방도 제79호선과 중복                               |
| 달오교               |                                                            | 칠곡군 | 왜관읍 | 국가지원지방도 제79호선과 중복                               |
| 달오 교차로          | 구상길                                                     | 칠곡군 | 왜관읍 | 국가지원지방도 제79호선과 중복                               |
| (제2왜관교 동단)     | 국도 제4호선 국가지원지방도 제79호선 (칠곡대로) (강변대로) | 칠곡군 | 왜관읍 | 국가지원지방도 제79호선과 중복                               |
| 왜관 교차로          | 관문로                                                     | 칠곡군 | 왜관읍 | 종점                                                         |
| 국도 제67호선과 직결 |                                                            |        |        |                                                              |

## 도로명
경상남도
- 통영시 봉평동 발개삼거리 ~ 미수동 (통영대교 남단) : 발개로
- 통영시 미수동 (통영대교 남단) ~ 도천동 통영대교 교차로 : 미수로
- 통영시 도천동 통영대교 교차로 ~ 당동 교차로 : 여황로
- 통영시 도천동 당동 교차로 ~ 명정동 명정 교차로 : 통영터널로
- 통영시 명정동 명정 교차로 ~ 무전동 해변공원 : 평인일주로
- 통영시 무전동 해변공원 ~ 광도면 (원문지하차도) : 원문로
- 통영시 광도면 (원문지하차도) ~ 노산삼거리 : 남해안대로
- 통영시 광도면 노산삼거리 ~ 고성군 거류면 당동삼거리 : 안정로
- 고성군 거류면 당동삼거리 ~ 봉곡삼거리 : 거류로
- 고성군 거류면 봉곡삼거리 ~ 창원시 마산합포구 진전면 (동진교 서단) : 조선특구로
- 창원시 마산합포구 진전면 (동진교 서단) ~ 암아 교차로 : 회진로
- 창원시 마산합포구 진전면 암아 교차로 ~ 진목 교차로 : 삼진의거대로
- 창원시 마산합포구 진전면 진목 교차로 ~ 진북면 진동 교차로 : 남해안대로
- 창원시 마산합포구 진북면 진동 교차로 ~ 함안군 여항면 : 진북산업로
- 창원시 마산회원구 내서읍 감천리 ~ 상곡사거리 : 경남대로
- 창원시 마산회원구 내서읍 상곡사거리 ~ 함안군 가야읍 함주교 남단 : 함마대로
- 함안군 가야읍 함주교 남단 ~ 법수면 악양삼거리 : 함안대로
- 함안군 법수면 악양삼거리 ~ (석무동) : 법수로
- 함안군 법수면 (석무동) ~ 의령군 정곡면 중교사거리 : 법정로
- 의령군 정곡면 중교사거리 ~ 합천군 청덕면 적포삼거리 : 의합대로
- 합천군 청덕면 적포삼거리 ~ 창녕군 창녕읍 오리정사거리 : 우포1대로
- 창녕군 창녕읍 오리정사거리 ~ 송현사거리 : 명덕로
- 창녕군 창녕읍 송현사거리 ~ 고암면 고암사거리 : 창밀로
- 창녕군 고암면 고암사거리 ~ 창녕군 성산면 버티재 : 고암성산대로

경상북도
- 청도군 풍각면 버티재 ~ 금곡리 : 청려로

경상남도
- 창녕군 성산면 연당리 ~ (대산) : 연당대산로
- 창녕군 성산면 (대산) ~ 후천리 : 곽천대산로
- 창녕군 성산면 후천리 ~ 도 경계 : 달창로

대구광역시
- 달성군 유가읍 본말리 도 경계 ~ 한정리 : 달창로
- 달성군 유가읍 한정리 ~ 논공읍 위천 교차로 : 비슬로
- 달성군 논공읍 위천 교차로 ~ 성산대교 : 동고령로

경상북도
- 고령군 성산면 성산대교 ~ 대가야읍 고령 교차로 : 동고령로
- 고령군 대가야읍 고령 교차로 ~ 운수면 월산 교차로 : 가야로
- 고령군 운수면 월산 교차로 ~ 성주군 선남면 광영 교차로 : 운용로
- 성주군 선남면 광영 교차로 ~ 성주대교 : 성주로

대구광역시
- 달성군 하빈면 성주대교 ~ 동곡 교차로 : 달구벌대로
- 달성군 하빈면 동곡 교차로 ~ 적산 교차로 : 강변대로

경상북도
- 칠곡군 왜관읍 적산 교차로 ~ 왜관 교차로 : 강변대로